# Tureis
Tureis (Bayer-Bezeichnung Rho Puppis) ist mit einer visuellen Helligkeit von 2,81 mag der dritthellste Stern im Sternbild Achterdeck des Schiffs. Der Name wurde am 12. September 2016 von der IAU offiziell anerkannt.